# OrgiAnal Arschgeil
OrgiAnal Arschgeil ist das sechste Soloalbum des Berliner Rappers King Orgasmus One. Es erschien am 4. August 2006 über das Independent-Label I Luv Money Records. Seit Oktober 2007 steht das Album in Deutschland auf der Liste A der indizierten Tonträger.

## Entstehung
OrgiAnal Arschgeil wurde drei Jahre nach dem Erscheinen des mittlerweile indizierten Albums Fick Mich …und halt Dein Maul! veröffentlicht. King Orgasmus One nutzte die Zeit zwischen beiden Alben, um mehrere Pornofilme zu drehen, zu denen er auch die Soundtracks beisteuerte. Die Arbeiten an OrgiAnal Arschgeil wurden durch das gemeinsam mit dem Berliner Godsilla aufgenommene Album Schmutzige Euros und durch die Teilnahme an der Erotikmesse Venus Berlin sowie dem Hip Hop Kemp verzögert.

## Bedeutung des Titels
Im Titel OrgiAnal Arschgeil sind verschiedene Bedeutungen enthalten. OrgiAnal ist ein Spiel mit dem Wort original. Darin sind King Orgasmus Ones Spitzname „Orgi“ und „Anal“, was der Rapper häufig als Abkürzung für „Alles nur aus Liebe“ verwendet, enthalten.

„Früher als ich 14 […] war, war das Wort „Arschgeil“ ein Begriff wie heutzutage „Porno“ oder „Killer“. Wenn was cool ist, hat man halt gesagt „Arschgeil“. Ich wollte das Wort einfach […] wieder neu aufleben lassen. Ich beziehe es selber auch ein wenig auf das weibliche Hinterteil. Orgi ist mein Spitzname und Anal… „Alles nur aus Liebe““

## Titelliste
1. Intro – 2:25

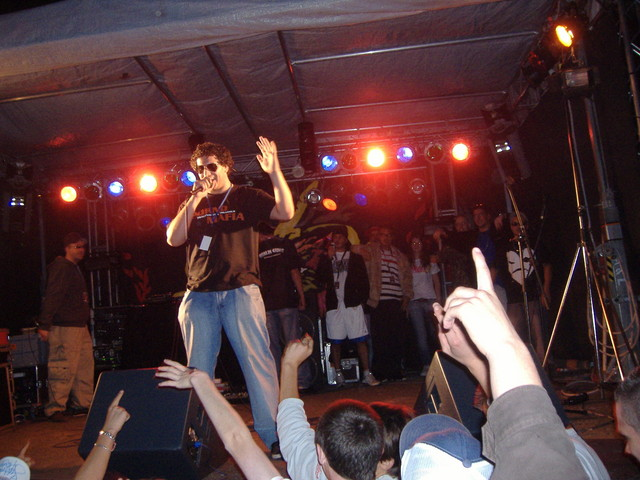
King Orgasmus One bei einem Konzert

2. Wir sind da (feat. Bass Sultan Hengzt) – 2:30
3. Waterdrop – 2:06
4. Liebe ist schön – 3:11
5. Call a Hue (Skit) – 4:34
6. Sommer Mega Mixxx – 3:01
7. Wir überfahren euch (feat. Taktlo$$) – 2:40
8. Game Over (feat. Godsilla) – 2:08
9. Das regt mich auf – 2:33
10. Fick die Ehe – 2:45
11. Rap Hart (feat. Vero One) – 1:49
12. BraunaH (Skit) – 0:27
13. Rotlicht (feat. Frauenarzt) – 3:17
14. Hammertime – 2:12
15. A.N.A.L. – 1:32
16. Ansichtssache (Skit) – 1:35
17. Armageddon 2 (feat. MC Basstard) – 3:03
18. Trennung – 4:03
19. Get it (feat. She-Raw) – 2:27
20. Norbert (Skit) – 3:44
21. LL Cool O – 3:02
22. Wir häng im Puff ab (feat. Dr. Fumanschu) – 3:48
23. Automatisch Orgasmus (feat. Automatikk) – 3:31
24. Oh my long – 1:24
25. Arbeitstag – 2:08
26. Naiv (feat. Clickx und Godsilla) – 3:09
27. Smoke Weed (feat. Serk) – 4:27
28. Am Arsch der Welt (feat. Zwang) – 1:54
29. Arschkarte (feat. Bass Sultan Hengzt und Godsilla (BMW)) – 3:25
30. Outro – 0:46

## Texte

### Erotische Thematiken und Pornografie
Zahlreiche Lieder des Albums behandeln Themen der Sexualität. Dabei werden im pornografischen Stil detaillierte Beschreibungen diverser Sexpraktiken dargestellt. Bereits auf den früher erschienenen Alben des Rappers hatte das Thema Pornografie im Mittelpunkt gestanden, was zu der Indizierung der meisten Tonträger King Orgasmus Ones führte. In Interviews räumt Orgasmus ein, dass die Darstellung seiner Texte übertrieben ist, um damit bewusst zu provozieren.

„Ich habe […] damit angefangen [Texte dieser Art zu verfassen], damals standen wir ja gar nicht, wo wir jetzt stehen. Ich mache das ja trotzdem weiter. Ich mache ja das gleiche, wie früher. Natürlich ist jetzt der Sound anders. Das ist aber auch mein Ding, ich stehe auf harte Sachen und harte Beats, in meinen Texten steckt auch sehr viel Wahrheit, manchmal natürlich in einem sehr übertriebenen Maße. Da habe ich dann manchmal etwas Provokantes drauf gesetzt. Provokation finde ich auch ganz cool. Das ist halt mein Fetisch.“

Als Beispiel für pornografische Texte kann das Lied Rotlicht, in welchem King Orgasmus One und Frauenarzt über die Sinnhaftigkeit eines Bordell-Besuchs und die dortigen Erlebnisse sprechen, genannt werden. Weitere Stücke sind Wir hängen im Puff ab, Liebe ist schön, in welchem auch Beziehungsprobleme eine Rolle spielen, und Trennung, in welchem Orgasmus die Beendigung einer Beziehung beschreibt. Diese begründet King Orgasmus One damit, dass er eine neue Frau, die besser auf seine Bedürfnisse reagiert, kennengelernt hat.

### Kritische Texte
Das Album enthält vereinzelt Lieder, in denen gesellschaftliche Vorgänge kritisch beleuchtet werden. Im Intro von OrgiAnal Arschgeil wird für eine veränderte Jugendpolitik geworben. Diese soll auf einen „Mix aus Erziehung, Bildung & Forschung“ bauen. Ein von Orgasmus eingesetzter Sprecher erklärt, dass die Zukunft des Planeten in den Händen der Jugendlichen liegt. Es wird erklärt, dass eine gleichbleibende Jugendpolitik negative Folgen für die Gesellschaft hat. Als Kontrast zu dem Sprecher, der den Anfang des Intro gestaltet, ist zum Ende die Stimme einer jungen Frau zu hören, die in einem Monolog von den Träumen ihrer Kindheit und ihrer Jugendzeit erzählt. Diese werden in dem Intro eingeschränkt auf den Wunsch Modell zu werden im Alter von fünf Jahren und den Wunsch eine Pornodarstellerin zu werden im Alter von 12 Jahren.

„Die Jugend ist stets Spiegel der Gesellschaft. So facettenreich wie der Tuschkasten eines Malers. […] Die Zukunft unseres Planeten liegt fürwahr in den Händen der jungen Leute, der Jungen und Mädchen, die wir auch als „Heranwachsende“ bezeichnen. Wenn nun eine dieser beiden tragenden Säulen unserer Gesellschaft wegbricht, gleicht dies einem Dammbruch mit den schwerwiegendsten Folgen für die gesamte Menschheit. Ich spreche von Folgen, die wir heute noch gar nicht in ihrer ganzen Brisanz abschätzen können. Deshalb ist eine Diskussion über eine veränderte Politik in dieser Angelegenheit notwendig.“

Als weiteres Beispiel kann das Stück Das regt mich auf genannt werden. Darin erklärt Orgasmus, was ihn in Berlin stört. Zentrale Themen in diesem Lied sind Hundekot und das Verhalten der Jugendlichen. Vor allem der Wille zum kriminellen Verhalten und das Hochstilisieren der eigenen Person zum Verbrecher werden von King Orgasmus One kritisch betrachtet.

„Berlin ist dreckig – Drecksstadt! Nur Müll und Dreckspack. Thema Nummer zwei: Die Jugend von heute – Tyson-Schnitt und Boxerschuhe. Du bist nur cool, wenn du Drogen nimmst. Mädchen, du bist cool, wenn du mit 14 bumst. Jeder andere ist für euch ein Opfer. Alle wollen und sind Gangster. Schiebe keinen Cotton, nur weil du ein Türke bist! Lass dein Messer stecken und schmier' dir lieber Stullen.“

### Battle-Rap
Direkt zu Beginn des Albums wird die Sparte Battle-Rap in dem Lied Wir sind da bedient. Darin tragen die beiden Rapper Bass Sultan Hengzt und King Orgasmus One jeweils zwei Strophen, in denen sie auf überspitzte, eindringliche, aggressive Weise einen imaginären Gegner verbal angreifen, vor.

„Schweig und sei still, Rapper halten jetzt die Fresse. BMW ist back und die Bullen machen Stress. 2006 und die Kids rasten aus, jeder Gangster in Deutschland wird ab heute zur Frau. Ich hab' kein Messer, ich hab einen dicken Schwanz, mit dem ficke ich alle, weil ihr alle Nutten seid. Dein Ghetto ist ein Drecksloch, ich lebe im Luxus. King Orgasmus One, der Diktator des Raps! Mittelalter-Rap, heute rollen wieder Köpfe. Deine Mutter hängt am Galgen, weil sie gegen mich protestierte.“

Weitere Beispiele für diese stilistische Richtung des Raps sind die Musikstücke Wir überfahren euch, Game Over und Automatisch Orgasmus.

„Ich führ’ das Leben eines Stars, bin mal hier, mal da. Wie deine Perle auf Gigs und fick mal hier, mal da. Was da los, ey? Die Schlampe lässt auch Asylanten rein, fast so wie dein Label, dieses riesen Asylantenheim. […] Ich lad' dich und dein' Partner ein. Mit Füßen aus Beton, um euch die Flüsse meiner Stadt zu zeigen. Das hier ist hartes Eisen, besuch' die Hauptstadt. Komm her, wenn dir Mord und Totschlag nichts ausmacht. […] Du bist nicht tough genug. Das hier fickt dein Kopf, bis du Hilfe in der Klapse suchst“

## Gastbeiträge

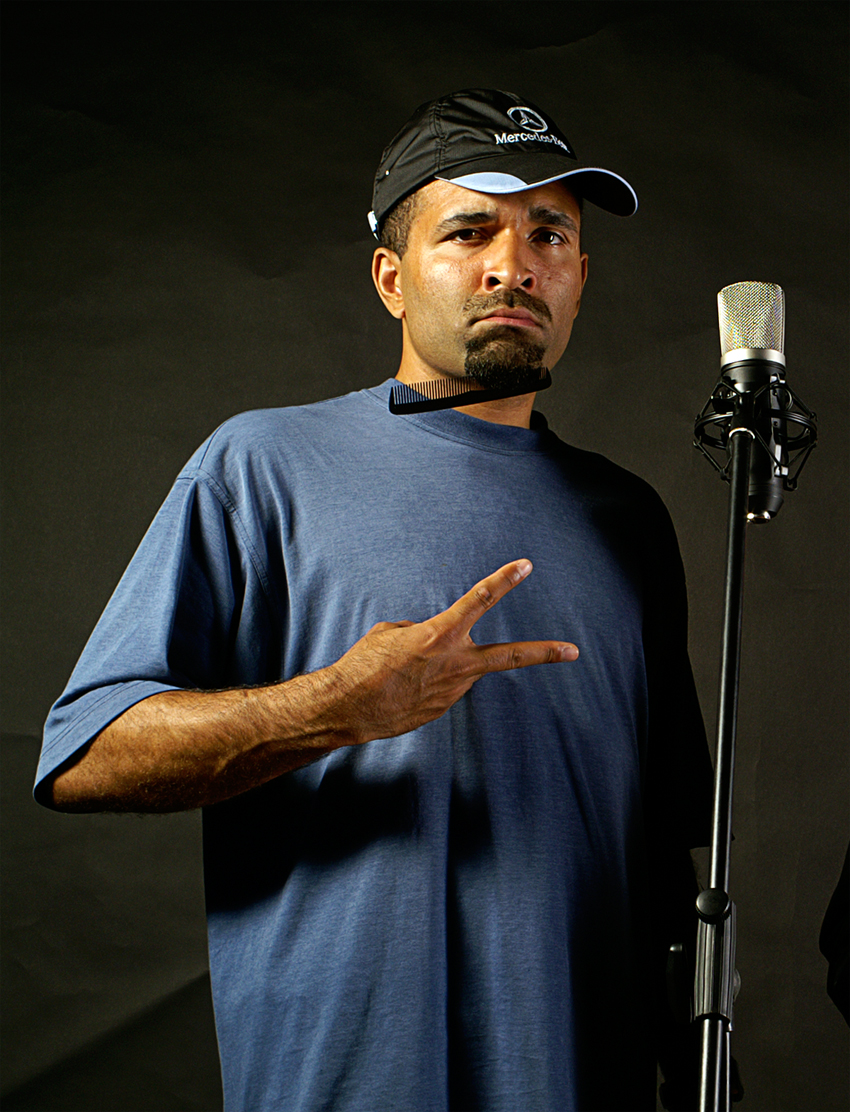
Rapper Taktlo$$

Auf OrgiAnal Arschgeil sind eine Reihe von Rappern aus dem Berliner Umfeld mit Gastbeiträgen, sogenannten Features, vertreten. Laut eigener Aussage sind die Gastrapper gute Freunde, mit denen sich Orgasmus gut versteht. Godsilla und Clickx, welche bei I Luv Money Records unter Vertrag stehen, sind an verschiedenen Liedern beteiligt und können den Tonträger ihres Mentors als Plattform nutzen, um sich einer breiteren Öffentlichkeit zu präsentieren. Bass Sultan Hengzt, der einige Monate vor der Erscheinung von OrgiAnal Arschgeil sein Soloalbum Berliner Schnauze veröffentlicht hatte, nahm mit King Orgasmus One die Stücke Arschkarte und Wir sind da auf. Die bei Amstaff Musx, dem Label des Rappers Bass Sultan Hengzt, unter Vertrag stehenden Automatikk tauchen ebenfalls auf einem Lied mit einem Gastbeitrag auf.
Neben She-Raw, Frauenarzt, den Berliner Untergrund-Rappern MC Basstard und Taktlo$$, mit welchen Orgi 69 bereits viele Jahre zusammen arbeitet, Vero One, Zwang und Serk ist auf dem Album, was in der Szene als Überraschung gilt, Dr. Fumanschu zu hören. Dieser ist bei dem Label Royal Bunker, von dem sich der Großteil der Berliner Szene distanziert, unter Vertrag.

## Produktion

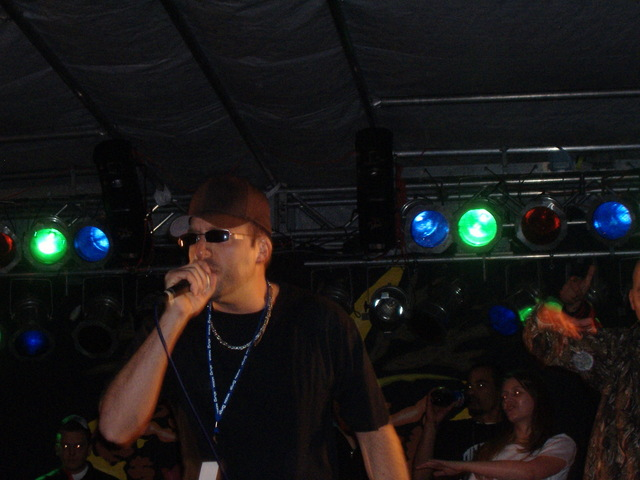
Frauenarzt, der das Lied Rotlicht produziert hat

Die Beats der Lieder von OrgiAnal Arschgeil wurden von den Produzenten Raiden, A FickaH, Serk, Ilan, Frauenarzt, Wire und Produces beigesteuert. Ein Großteil der Beats wurden von dem bei MainTheme Records unter Vertrag stehenden Serk produziert. Diese sind den Liedern Intro (mit Produces), Sommer Mega Mixxx, Game Over, Das regt mich auf, Automatisch Orgasmus und Smoke Weed, auf welchem Serk auch als Rapper vertreten ist, zuzuordnen. Ilan, der das Album Berliner Schnauze des Rappers Bass Sultan Hengzt zu einem Großteil produziert hat, zeichnet verantwortlich für das Musikstück Fick die Ehe. Als weiterer Produzent ist A FickaH vertreten. Dieser hat die Beats zu Waterdrop, Liebe ist schön, Hammertime, Get it, Oh my long 2 und Arbeitstag beigesteuert. Das Lied LL Cool O wurde von Wire produziert, während Frauenarzt für die musikalische Untermalung des Stücks Rotlicht verantwortlich ist. Der Hip-Hop-Produzent Produces ist durch die Lieder Intro, Trennung, Wir häng im Puff ab und Naiv beteiligt. Außerdem hat der Hip-Hop-Musiker Raiden einen großen Teil des Albums produziert. Dieser zeichnet für die Beats der Stücke Arschkarte, Am Arsch der Welt, Armageddon 2, Wir sind da, Wir überfahren euch, Rap Hart und A.N.A.L. verantwortlich.

## Illustration
Das Cover zeigt eine rothaarige Frau, die sich den Kopfhörer vom Kopf weghält. Ihr Ohr, aus dem Blut läuft, ist gepierct. Ihre Augenbrauen sind rot geschminkt und die Lippen gepierct. Das blutende Ohr steht im übertragenen Sinne für das Ohrenbluten, das der Hörer beim Hören des Albums bekomme.
Es ist das erste Album von King Orgasmus One, auf welchem das an das amerikanische Parental Advisory Explicit Lyrics-Logo angelehnte Hinweiszeichen Verbraucherhinweis Harte Texte zu lesen ist. Dieses wurde von Aggro Berlin entwickelt und erscheint auch auf Veröffentlichungen von unter anderem Manny Marc, Frauenarzt und Godsilla.

## Vermarktung

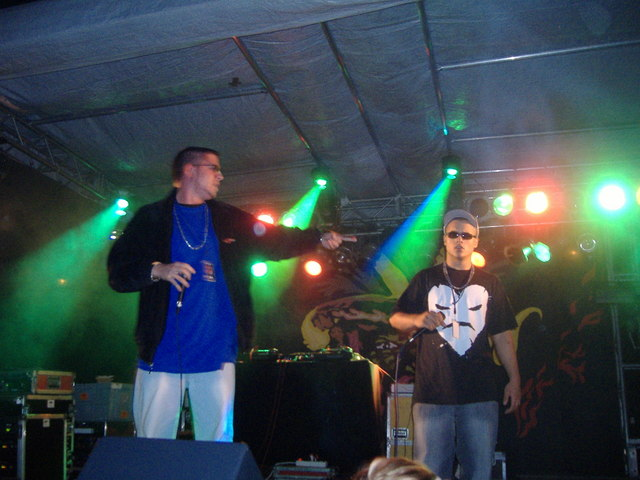
Rapper Godsilla (links)

Zu OrgiAnal Arschgeil wurden drei Videoclips gedreht. Der erste erschien zu dem Lied Liebe ist schön. Das Video wurde nicht auf den Musiksendern gezeigt, kann aber auf diversen Internetseiten eingesehen werden. Der Clip, in welchem Orgasmus erzählt, dass der Geschlechtsverkehr ein schöner Aspekt der Liebe ist und dass Probleme die in der Beziehung auftreten zur Trennung führen können, wurde von DJ Versatile gedreht und geschnitten.
Das zweite Video entstand zu dem Stück Das regt mich auf. Auch bei diesem übernahm DJ Versatile den Schnitt und die Kameraführung. Als drittes Lied wurde Game Over, auf welchem der bei I Luv Money Records unter Vertrag stehende Godsilla vertreten ist, verarbeitet.

## Rezeption

### Indizierung
OrgiAnal Arschgeil wurde, wie bereits zuvor die Tonträger Fick mich…und halt dein Maul, Sexkönig, Orgi Pörnchen – Der Soundtrack, Orgi Pörnchen 2 und Orgi Pörnchen 3 von King Orgasmus One, indiziert. Die Bundesprüfstelle für jugendgefährdende Medien setzte das Album in Liste A der indizierten Tonträger. Seit dem 31. Oktober 2007 darf der Tonträger nicht mehr an Jugendliche unter 18 Jahren verkauft werden.
In einem Interview vor der Veröffentlichung des Albums wurde King Orgasmus One auf die Indizierungen seiner Alben angesprochen. Der Rapper sagte dazu, dass er nachvollziehen könne, dass das deutsche Gesetz „Grenzen setzt“. Des Weiteren äußerte er die Vermutung, dass das Album eine geringe Angriffsfläche für die Bundesprüfstelle bietet und dass somit eine Indizierung unwahrscheinlich sei.

### Kritik
Die Kritiken zu OrgiAnal Arschgeil fielen durchschnittlich bis gut aus. Das Hip-Hop-Magazin Juice stellte die Stücke Liebe ist schön, Trennung und Fick die Ehe als „besonders unterhaltsam“ heraus. In der Bewertung erhielt das Album 3,5 von 6 möglichen „Kronen“.

„Nach jeder Menge Pornofilmen und dazugehörigen Soundtracks wird King Orgasmus One nun wieder mit einem neuen Soloalbum vorstellig. OrgiAnal Arschgeil wortspielt der Titel. Wer aber eine erneute Dauerferkelei in Reimform erwartet, der könnte hier eine kleine Überraschung erleben. Nicht nur Covergestaltung und Produktion kommen weniger trashig daher als bislang. Auch hat Orgi neben den bewährten Nuttenfotzenschlampen-Texten diesmal auch den ein oder anderen für ihn ungewohnten Themenbereich beackert. Da wäre zum einen Das regt mich auf, auf dem er sich dezidiert zu den Problemkomplexen „Hundescheiße“ und „Die Jugend von heute“ auslässt. Und da wäre das textlich zwar explizite, aber bildlich und bitter die Wandlung einer minderjährigen Bezirksmatratze zur ausgemachten Prostituierten schildernde Naiv. […] Wie gehabt: So was kann man diskutieren. Oder sich einfach über Orgis des Bitens mal so was von unverdächtigen Flow freuen.“

Auch die Internetseite Rap.de stellte das Album in einem positiven Licht dar. So bezeichneten die verantwortlichen Autoren der Seite das Album als vielseitig.

„Das neue Album von King Orgasmus One […] ist sehr abwechslungsreich gestaltet. Auch die witzigen Skits, wie z. B. ‚Call A Hue Skit 2‘, liefern eine gute Abwechslung zwischen den Songs. Es gibt sogar einen reggaelastigen Track Namens ‚Smoke Weed‘ zusammen mit Serk. Für alle Fans des Berliner Rappers ist dieses Album ohne Frage ein Pflichtkauf. Und für Leute, die bis dato eher nichts mit Orgi 69 anfangen konnten, lohnt sich das Reinhören durchaus auch. Orgasmus bedient mehrere Sparten mit seinem Album, sodass für jeden Geschmack etwas dabei ist.“

Eine überdurchschnittlich gute Kritik erhielt OrgiAnal Arschgeil von den Redakteuren des Hip-Hop-Magazins Backspin. Dieses vergab 3,5 von möglichen 5 Bewertungspunkten. Der Skit „Ansichtssache“ wird als ein Höhepunkt des Albums herausgestellt.

„Zwei grundlegende Dinge haben sich geändert, die das Ganze […] nach Orgi 2007 klingen lassen. Da wäre zunächst die neugewonnene Vielfalt der Texte, denn neben dem üblichen Hauptthema: Frau, offenbart er auch einen Teil aus seinem „Arbeitstag“, sein Denken über die „Naiv“e Jugend, oder was ihn sonst noch so aufregt. Selbstverständlich finden sich auch wieder jede Menge Featuregäste auf dem Silberling, die ihrerseits das entsprechende zur Themenvielfalt beitragen. Zweitens sind es die Beats, die jetzt eher durch Samples glänzen als durch konstantes Bassgedröhne. Das mag daran liegen, dass sich auch bei den Beats Produzenten wie Serk, Ilan, Raiden oder A. Fickah die Klinke in die Hand gaben.“